# Après la chute (Miller)
Pour les articles homonymes, voir Après la chute.
Après la chute (After the Fall) est une pièce de théâtre américaine en deux actes d'Arthur Miller, créée en 1964 à Broadway.

## Argument
À New York, un intellectuel juif, Quentin, s'interroge sur le fait d'épouser sa nouvelle compagne, Holga, après deux mariages ratés, le premier avec Louise, le deuxième avec Maggie. Il se remémore (flashbacks) les disputes avec la première, dont il a divorcé, et de sa relation tout aussi difficile avec la deuxième, femme fragile qui finit par se suicider...

## Fiche technique de la création
- Titre original : After the Fall
- Langue originale : anglais
- Auteur : Arthur Miller
- Date de la première représentation : 23 janvier 1964
- Lieu : ANTA Washington Square Theatre (en), Broadway
- Date de la dernière représentation : 29 mai 1965
- Nombre de représentations : 208
- Mise en scène : Elia Kazan
- Décors et lumières : Jo Mielziner
- Costumes : Anna Hill Johnstone

## Distribution de la création / Personnages
Rôles principaux
- Jason Robards : Quentin
- Salome Jens : Holga
- Mariclare Costello : Louise
- Barbara Loden : Maggie

Autres rôles
(par ordre alphabétique)
- Ruth Attaway : Carrie (servante de Maggie)
- Stanley Beck : un homme dans le parc
- Scott Cunningham : le médecin
- Faye Dunaway : une infirmière
- Crystal Field :  la femme au perroquet
- Lou Frizzell, David Wayne (en alternance) : le président
- James Greene : le prêtre
- Hal Holbrook : le révérend Haley Barnes
- Virginie Kaye : la mère de Quentin
- Zohra Lampert : Felice (une danseuse)
- Paul Mann : Ike, le père de Quentin
- Ralph Meeker : Mickey (un avocat)
- Patricia Roe : Elsie (l'épouse de Lou)
- Harold Scott : Lucas (et le révérend Haley Barnes en alternance)
- Diane Shalet : une infirmière / une secrétaire
- David J. Stewart : Lou (un professeur)
- Michael Strong : Dan (le frère de Quentin)
- Jack Waltzer : le gardien

## Création française
- Titre français : Après la chute
- Adaptation : Henri Robillot
- Date de la première représentation : 20 janvier 1965
- Lieu : Théâtre du Gymnase, Paris
- Mise en scène : Luchino Visconti
- Décors : Mario Garbuglia
- Costumes : Christian Dior

Acteurs
- Michel Auclair : Quentin
- Clotilde Joano : Holga
- Marcelle Ranson : Louise
- Annie Girardot : Maggie
- Jeanne Aubert : la mère de Quentin
- Marie-France Boyer : Felice
- Jean Juillard : Dan
- Marc Laurent : le jeune homme de l'autobus
- Pierre Leproux : Lou
- Michel Nastorg : Ike, le père de Quentin
- Hervé Sand : Mickey
- Véronique Vendell : Elsie

## Reprise à Broadway
- 2004, American Airlines Theatre, 53 représentations, avec Peter Krause (Quentin), Carla Gugino (Maggie) et Jessica Hecht (Louise)

## Adaptation à la télévision
- 1974 : Après la chute (After the Fall), téléfilm de Gilbert Cates, avec Christopher Plummer (Quentin), Faye Dunaway (Maggie) et Bibi Andersson (Holga)